# Martín Saban
Martín Saban (Buenos Aires, 27 settembre 1972) è un regista cinematografico argentino.
È conosciuto principalmente per essere stato il direttore delle telenovele Padre Coraje, Valientes, Violetta e Soy Luna.

## Biografia
Nato nel 1972, studia alla scuola "Buenos Aires Comunicación" di televisione, cinema e nuovi media.
Nel 2000 è regista di seconda unità per la serie televisiva Ilusiones, come l'anno successivo per 22, el loco. Diventa ufficialmente regista di fiction televisive dal 2002. Da quell'anno lavora principalmente in Argentina, ma anche in Cile, Messico e Spagna.
Nel paese nativo ha diretto sceneggiati per la casa di produzione Pol-ka Producciones, tra cui: Soy gitano nel 2003, Sin código nel 2004, insieme a Sebastián Pivotto per cui hanno ricevuto una candidatura al Premio Martín Fierro di quell'anno e l'anno successivo Hombres de honor.
Successivamente dirige Pobre rico... pobre, nel 2008 e poi Valientes. Dal 2012 è nella regia della telenovela Violetta, co-produzione tra Pol-ka e Disney.

## Filmografia

### Televisione
- Ilusiones - serie TV (2000)
- 22, el loco - serie TV (2001)
- Son amores - serie TV (2002)
- Soy gitano - serie TV (2003)
- Sin código - serie TV (2004)
- Padre Coraje - serie TV (2004)
- Hombres de honor - serie TV (2005)
- Bellezas indomables - miniserie TV (2007)
- Pobre rico... pobre - serie TV (2008)
- Valientes - serie TV (2009)
- Alguien que me quiera - serie TV (2010)
- Sos mi hombre - serie TV (2012)
- Violetta - serie TV (2012)
- Soy Luna - serie TV (2016)

## Premi e candidature
- 2004 - Premio Martín Fierro
  - Nomination - Miglior regista per Padre Coraje (insieme a Sebastián Pivotto)[3].
- 2009 - Premio Martín Fierro
  - Nomination - Miglior regista per Valientes (insieme a Sebastián Pivotto)[4].
- 2013 - Premios Tato
  - - Regista di fiction per Solamente vos (insieme a Jorge Nisco, Rodolfo Antunez)[5].